# Андре Вашеро

Андре Вашеро

Андре Вашеро (27 серпня 1860, Париж, Франція - 22 березня 1950, Париж, Франція) - французький тенісист, старший брат Мішеля Вашеро. Найбільше досягнення - чотири перемоги на Відкритому чемпіонаті Франції з тенісу - у 1894, 1895, 1896 і 1901 роках.

## Фінали турнірів Великого шолома

### Перемоги
| Рік  | Турнір       | Суперник у фіналі | Рахунок у фіналі |
| 1894 | Ролан Гаррос | Жерар Брослін     | 1-6, 6-3, 6-3    |
| 1895 | Ролан Гаррос | Лоран Рібуле      | 9-7, 6-2         |
| 1896 | Ролан Гаррос | Жерар Брослін     | 6-1, 7-5         |
| 1901 | Ролан Гаррос | Пол Лебретон      | —                |

### Поразки
| Рік  | Турнір       | Суперник у фіналі | Рахунок у фіналі            |
| 1903 | Ролан Гаррос | Макс Декюжі       | 6–3, 6–2                    |
| 1904 | Ролан Гаррос | Макс Декюжі       | 6–1, 9–7, 6–8, 6–1          |
| 1905 | Ролан Гаррос | Моріс Жермо       | 1-6, 6-3, 7-5, 18-20, 23-25 |